# The Great Game
"The Great Game" (português: "O Grande Jogo"), é o terceiro episódio da série de televisão Sherlock. A transmissão original foi na BBC One e na BBC HD em 08 de agosto de 2010.

## Enredo
John recebe a notícia de uma explosão na Baker Street e corre de volta para casa, apenas para descobrir se Sherlock está seguro, e Mycroft (irmão de Sherlock) pressionando está Sherlock para investigar o assassinato de um funcionário e o desaparecimento de um flash drive com planos de defesa importantes. Sherlock recusa e é então chamado para a Scotland Yard. Dentro do apartamento, foi um cofre foi bombeado contendo um telefone celular semelhante ao que pertence à vítima a partir de "A Study in Pink".
A mensagem leva Sherlock a um par de formadores. Em seguida, ele recebe um telefonema de uma mulher apavorada, lendo uma mensagem de um terceiro. Se Sherlock não resolver o quebra-cabeça em doze horas, o colete com explosivos que ela está vestindo vai detonar. Enquanto Sherlock examina os formadores, Molly Hooper interrompe e introduz seu novo namorado Jim. Sherlock deduz que Jim é gay, e Molly sai furiosa. Sherlock traça os sapatos para um estudante que se afogou em uma piscina em Londres. Ele prova que o menino foi envenenado com toxina botulínica através de sua medicação de eczema. Sherlock anuncia a solução para o homem-bomba. A mulher refém é liberada.
Uma segunda mensagem mostra um carro esportivo manchado de sangue, e outro refém liga a Sherlock para dar-lhe oito horas para resolver o mistério do seu condutor em falta. Entrevistas Sherlock e a esposa do homem faltando, então o proprietário do carro alugado, e deduz que ele esteve recentemente na Colômbia. Encontrando-se o sangue no carro tinham sido congelados, Sherlock conclui o homem pediu ao proprietário de agência para ajudá-lo a desaparecer. Sherlock anuncia a solução. Mais uma vez, o refém é liberado.
A terceira mensagem do refém, leva Sherlock para a morte de uma personalidade de televisão, aparentemente, a partir de tétano de um corte. No entanto, o ferimento foi feito pós-morte. Sherlock soluciona o crime sobre a governanta, também o amante de seu irmão, que assassinou a sua irmã, aumentando a sua dose de botox. Embora Sherlock resolve o enigma, a refém cega começa descrevendo a voz de seu sequestrador. O sequestrador detona a bomba, matando-a e doze outros.
A quarta mensagem é uma fotografia do rio Tâmisa, sem chamadas de reféns. Na margem do rio correspondente, Sherlock encontra o cadáver de um guarda de segurança, identificando-a como a obra de um assassino chamado Golem. Sherlock faixa-o, mas é tarde demais para parar outro assassinato, um professor de astronomia quem o guarda falou com depois que ele percebeu uma pintura recentemente descoberto por Vermeer era uma farsa. Enquanto Sherlock está a examinar a pintura, a quarta chamada de reféns dá Sherlock dez segundos para provar a falsificação. Ele viu como uma supernova muito recente, na suposta velha pintura em tempo para parar a bomba. O curador do museu confessa a falsificação e que seu cúmplice foi chamado Moriarty.
Investigando o caso de Mycroft em segredo, Sherlock e John traçaram a morte do funcionário MI6 ao seu potencial irmão, que confessa que roubou a unidade flash matando-o acidentalmente. O homem ainda tem o carro desde que ele não tinha ideia de como vendê-lo. Sherlock usa para atrair fora Moriarty, mas John mostra-se em vez disso, vestindo um colete de explosivos. Moriarty aparece e acaba por ser o namorado de Molly, Jim. Ele diz Sherlock para parar de interferir, mas Sherlock recusa. Moriarty deixa momentaneamente, e Sherlock decola colete de John. Moriarty logo retorna com vários atiradores de segmentação tanto Sherlock e John. Sherlock aponta sua arma no colete de explosivos (DANA) - destruição mútua assegurada.